# Конош, Владимир Павлович
Владимир Павлович Конош (1911—1943) — младший сержант Рабоче-крестьянской Красной Армии, участник Великой Отечественной войны, Герой Советского Союза (1943).

## Биография
Владимир Конош родился в 1911 году в селе Матяшёвка (ныне — Обуховский район Киевской области Украины). В апреле 1941 года он был призван на службу в Рабоче-крестьянскую Красную Армию. С июня того же года — на фронтах Великой Отечественной войны. Участвовал в Сталинградской битве. К сентябрю 1943 года младший сержант Владимир Конош командовал отделением 19-го отдельного моторизованного понтонно-мостового батальона Степного фронта. Отличился во время битвы за Днепр.
28 сентября 1943 года Конош переправлял бойцов и командиров на западный берег Днепра в районе села Солошино Кобелякского района Полтавской области Украинской ССР. Несмотря на полученное ранение, он остался на своём посту. Когда во втором рейсе понтон был разбит, Конош спасал тонувших бойцов и выносил их на берег. В тот же день он погиб во время артиллерийского обстрела переправы.
Указом Президиума Верховного Совета СССР от 20 декабря 1943 года младший сержант Владимир Конош посмертно был удостоен высокого звания Героя Советского Союза. Также посмертно был награждён орденом Ленина.
Бюст Коноша установлен в его родном селе.